# Personaggi di Big Mouth

Alcuni dei personaggi principali. Da sinistra: Nick, Connie, Maurice e Andrew

Questa voce contiene l'elenco dei personaggi presenti nella serie animata Big Mouth.

## Personaggi principali

### Nick Birch
Nick Birch (stagione 1-in corso) voce originale di Nick Kroll, italiana di Stefano De Filippis.
Nick, nato nel 2005, frequenta la scuola media Bridgeton insieme ai suoi migliori amici, Jessi, Andrew e Missy. Ha due fratelli, Judd e Leah. Vive insieme ai suoi genitori, Elliot e Diane. È appassionato di basket e ama la stand-up comedy. A partire già dal primo episodio, si evince come Nick sia perennemente ossessionato dalla voglia di crescere. Questa preoccupazione è dovuta al fatto che non ha ancora raggiunto la piena pubertà, contrariamente ad altri suoi coetanei. In lui, quindi, sussistono varie ansie di non essere ancora a tutti gli effetti un uomo. Nella quarta stagione, a causa di questi complessi soffre, per un periodo, di attacchi di panico. Ama corteggiare le ragazze più grandi di lui e, spesso, riesce a fare breccia grazie all'aiuto dei mostri degli ormoni. 

### Andrew Glouberman
Andrew Glouberman (stagione 1-in corso), voce originale di John Mulaney, italiana di Danny Francucci.
Andrew frequenta la scuola media Bridgeton. Il suo miglior amico è Nick. È figlio unico e vive con la madre Barbara e il padre Marty, una coppia ebrea iper-protettiva. Ama stare davanti al computer, è negato in educazione fisica e ha un atteggiamento goffo nei riguardi della ragazze. Coltiva, come passatempo, la passione della musica jazz. Suona il clarinetto e studia spesso con Missy, ragazza di cui è innamorato. Andrew ha già sviluppato alcune caratteristiche puberali. Il suo "mostro degli ormoni" Maurice lo aiuta a fargli scoprire il mondo del sesso mettendolo, frequentemente, nei guai.

### Jessi Glasser
Jessi Glasser (stagione 1-in corso), voce originale di Jessi Klein, italiana di Silvia Avallone.
Una ragazza ironica e sensibile. È alle prese con una dura vita familiare: la madre, Shannon, fa coming out e decide di divorziare dal marito Greg, confinato in un primo momento nel seminterrato di casa. La separazione dei genitori, i costanti litigi e il trasferimento in nuovi svariati appartamenti incide sulla psiche della ragazza al punto che, per un periodo, marina la scuola e soffre di depressione. I suoi migliori amici sono Nick e Missy. Le piace danzare e fare gossip con Matthew un suo coetaneo gay. Ha avuto alcune relazioni nel corso delle stagioni, tutte finite in malo modo. Tra i suoi fidanzati ricordiamo Nick, Jay e Michelangelo. Con Nick ha un rapporto quasi fraterno e lo reputa un grande amico, nonostante il ragazzo sia attratto da lei. Nel corso della quinta stagione si innamora della sua compagna di classe Ali: ciò la rende il secondo personaggio principale ad essere bisessuale, seppur non dichiarato pubblicamente a differenza di Jay.

### Missy Foreman
Missy Foreman-Greenwald (stagione 1-in corso), voce originale di Jenny Slate (stagioni 1-4) e Ayo Edebiri (stagione 4-in corso), italiana di Letizia Scifoni (stagioni 1, 3-in corso) e Annalisa Usai (stagione 2).
Missy è figlia di una coppia liberal di etnia mista. È la migliore studentessa della Bridgeton. Brillante e caparbia, a volte tende a essere un po' ingenua e ottimista. Coltiva, come passatempo, la passione della musica. Gestisce alcuni club della scuola. Ama leggere e scrivere. Missy durante la sua pubertà cambia atteggiamento e diventa più sicura di sé grazie anche al suo "mostro degli ormoni" Mona. È il personaggio con maggiori tendenze nerd della serie.

### Jay Bilzerian
Jay Bilzerian (stagione 1-in corso), voce originale di Jason Mantzoukas, italiana di Ezio Conenna.
Jay è di origini armene. Come Jessi, coltiva una situazione familiare difficile. I suoi genitori sono costantemente disinteressati a lui e ai suoi fratelli scalmanati e per questo è cresciuto da solo. È un ragazzo esuberante e sempre gioioso. Si scopre, nella seconda stagione, essere affetto da disturbo di attenzione. La sua più grande passione è la magia. Il suo sogno è di diventare un prestigiatore famoso. Dalla terza stagione Jay si dichiara apertamente bisessuale e frequenta per un periodo Jessi. Successivamente ha una relazione con Lola, sua compagna di corso, e al termine di questa si fidanza brevemente con Matthew. I suoi migliori amici sono Coach Steve, insegnante di educazione fisica e Nick. 

### Connie e Maurice
- Connie, voce originale di Maya Rudolph, italiana di Rossella Acerbo.

- Maurice, voce originale di Nick Kroll, italiana di Achille D'Aniello.

Connie e Maurice sono i mostri degli ormoni di Jessi, Andrew, Matthew e per un periodo anche di Nick. Entrambi sono stati addestrati dalla Human Resources, una scuola per creature immaginarie destinate ad aiutare i ragazzi nella fase difficile della adolescenza. Tendono, principalmente, a far scoprire ai loro "allievi" il mondo del sesso. Sono euforici, indisciplinati e seguono il loro istinto. Nella serie, vengono spesso rappresentati insieme.

## Personaggi ricorrenti
- Lola Skumpy, voce originale di Nick Kroll, italiana di Irene Trotta.
Una ragazzina burbera, rumorosa e in sovrappeso. Nelle prime stagioni affiancava la ragazza più popolare della scuola, Devin, salvo poi rompere l'amicizia tossica che vi era tra le due. È abituata a badare a se stessa dato che la madre è assente da casa, la sminuisce e preferirebbe avere come figlia Devin. La situazione causa sconforto a Lola, portandola persino a rinunciare all'aiuto offerto da Rodney, l'agente di custodia della madre che si propone come figura paterna nei suoi confronti. Brevemente ha intrattenuto una relazione con Jay, fallita a causa del rapporto malsano tra il ragazzo e i suoi cuscini.
- Coach Steve, voce originale di Nick Kroll, italiana di Enrico Pallini.
Nato l'11 settembre, è l'insegnante di educazione fisica e di educazione sessuale delle scuole medie, nonché disc jockey alle feste. Ha le caratteristiche di un maniaco sessuale oltre che di un disperato che cerca in qualunque modo di l poter interagire con qualcuno. Non sa leggere e ha comperato la laurea.
- Fantasma di Duke Ellington, voce originale di Jordan Peele, italiana di Gianluca Crisafi.
Lo spirito del famoso pianista che vive nella soffitta di Nick, aiuta e consiglia Nick quando è in difficoltà
- Matthew MacDell, voce originale di Andrew Rannells, italiana di Marco Briglione.
Un ragazzo gay delle scuole medie. Intraprende una relazione con Aiden e poi nella stagione 5 lo lascia per mettersi con Jay, per poi lasciarsi di nuovo nella sesta stagione. Proviene da una famiglia cristiana battista molto radicale. Sua madre non accetta che sia gay, mentre suo padre, ex militare della marina, invece sì.
- Mona, voce originale di Thandie Newton, italiana di Annalisa Usai.
Il mostro degli ormoni di Missy, come Connie e Maurice è ossessionata dal sesso.
- Elliot Birch, voce originale di Fred Armisen, italiana di Gabriele Sabatini.
Il padre di Nick, affettuoso nei suoi riguardi, ma a volte troppo invadente e pervertito. Medico cardiologo, ricco, fisicamente debole, ha origini scozzesi. Si scopre nella quinta stagione che il suo cognome era McGregor, ed aveva abbandonato la Scozia in seguito alle difficoltà con il padre, ossessionato dal farlo diventare un campione di strozzamento di capezzoli, un antico sport scozzese. Grazie a Nick, fa pace con il padre.
- Diane Birch, voce originale di Maya Rudolph, italiana di Giò Giò Rapattoni.
La madre di Nick. Dottoressa severa, di bell'aspetto fisico è colei che porta i pantaloni in casa Birch.
- Greg Glaser, voce originale di Seth Morris, italiana di Francesco Trifilio.
Il papà di Jessi. Marito di Shannon, si sono lasciati nel corso della seconda stagione. Ex tossicodipendente, è diventato un ciclista amatoriale e un dipendente di un supermercato. Ha iniziato una relazione con una donna di origini italiane di nome Caitlyn, dalla quale ha avuto una figlia chiamata Delilah.
- Shannon Glaser, voce originale di Jessica Chaffin, italiana di Michela Alborghetti.
La madre di Jessi. Dopo aver lasciato Greg, si frequenta con Dina. Tuttavia la relazione va in frantumi e rimane single.
- Barbara Glouberman, voce originale di Paula Pell, italiana di Patrizia Salerno.
La mamma di Andrew. Antiquata ebrea devota, non sopporta gli atteggiamenti maleducati di Marty, del quale rimane comunque innamorata.
- Marty Glouberman, voce originale di Richard Kind, italiana di Stefano Mondini.
Il padre di Andrew. Burbero, maleducato, maschilista, odia Andrew, perché lo considera un buono a nulla. Di lavoro fa il manager in un'azienda locale ed ha una collega che il figlio rivede nelle sue fantasie. È stempiato con gli occhiali, grasso ma forte fisicamente.
- Monica Foreman-Greenwald, voce originale di Chelsea Peretti, italiana di Valentina Faraoni.
È la madre di Missy. Di origine caucasica, cresciuta nella fede ebraica ma non più praticante, incoraggia la figlia ad accettare il proprio corpo, scegliere gli indumenti che più la fanno sentire a suo agio per protestare contro il dress-code a scuola e affrontare il primo ciclo. Sia lei che Cyrus hanno cresciuto la figlia in un contesto post razziale, privandola della possibilità di espolare la propria cultura.
- Devin LeSeven, voce originale di June Diane Raphael, italiana di Antilena Nicolizas.
Una tra le ragazze più popolari della scuola media. Ciononostante non è ben voluta dai suoi coetanei a causa della sua malizia e cattiveria. Intrattiene una relazione altalenante con DeVon.
- Gina Alvarez, voce originale di Gina Rodriguez, italiana di Lavinia Paladino (stagione 2, ep. di S. Valentino) e Sophia De Pietro (stagione 3-in corso).
Una ragazzina sud-americana per cui Nick ha avuto una cotta nella terza stagione. È nota per aver già raggiunto lo sviluppo sessuale, motivo per il quale è oggettificata dai maschi e invidiata dalle femmine.
- DeVon Furtive-Oldman, voce originale di Jak Knight, italiana di Daniele De Lisi.
Ragazzino afroamericano, conosciuto per lo più per la sua altalenante relazione con Devin. È un ragazzo atletico che soffre di artrite precoce, condizione che lo porta a vergognarsi di prendere le pastiglie per gli anziani. La sua malattia diviene una gag ricorrente nella serie, essendo spesso dipinto come un anziano che finge di essere un ragazzino. Nella quarta stagione aiuta Missy ad esplorare, seppur parzialmente, la cultura afroamericana.
- Leah Birch, voce originale di Kat Dennings, italiana di Francesca Tardio.
La sorella sedicenne di Nick, pacata e popolare.
- Judd Birch, voce originale di Jon Daly, italiana di Stefano Broccoletti.
Il fratello diciannovenne di Nick, conosciuto per il suo atteggiamento criminale e psicopatico. Jessi sviluppa una cotta nei suoi confronti, seppur non ricambiata. Frequenta la scuola professionale per diventare meccanico.
- Spirito della vergogna, voce originale di David Thewlis, italiana di Massimo Lodolo.
Uno spirito malvagio che crea stati di panico e vergogna, nemico dei mostri degli ormoni.
- Tyler, voce originale di John Gemberling, italiana di David Chevalier.
Nella seconda stagione è il mostro degli ormoni di Nick. Successivamente viene sostituito da Connie.
- Rick, voce originale di Nick Kroll, italiana di Stefano Mondini.
Il mostro degli ormoni di Coach Steve e, per un periodo, anche di Nick. È molto anziano e apparentemente rimbambito anche se dimostra una notevole intelligenza e un sincero affetto per il suo protetto
- Ali, voce originale di Ali Wong, italiana di Gemma Donati.
Una studentessa introdotta nell'ottavo episodio della terza stagione. Di origine asiatica, appena giunta nella nuova scuola fa coming-out rivelandosi pansessuale. Al termine della stessa puntata rivela a Jay il motivo del trasferimento dalla vecchia scuola media: dopo aver confessato i suoi sentimenti alla sua migliore amica, è stata definita con disprezzo "lesbica" per poi essere isolata dal resto degli studenti. Si fidanza con Samira nella quarta stagione, per poi essere lasciata nella quinta. Col tempo diventa amica di Jessi.
- Nathan Fillion, voce originale di se stesso, italiana di Fabio Gervasi (stagioni 1-2) e Riccardo Rossi (stagione 3-in corso).
- Aiden, voce italiana di Federico Viola.
È stato il partner di Matthew, fino a quando non è stata interrotta la relazione a causa dell'attrazione provata dal suo fidanzato nei confronti di Jay. È un ragazzo educato e di bell'aspetto fisico, che amava sinceramente Matthew.
- Kitty, voce originale Jean Smart, italiana Loretta Di Pisa.
 È il gatto della depressione. Spesso si attacca a Jessy per convincerla ad abbandonare tutto e rifugiarsi in se stessa. È l'antagonista della serie.
- Tito, voce originale di Maria Bamford, italiana di Tiziana Martello.
La zanzara dell'ansia.
- Walter, voce originale di Brandon Kyle Goodman, voce italiana di Sergio Lucchetti.
 È il lovebug assegnato a Nick per conquistare Jessi. Dopo che Nick è stato respinto da Jessi, diventa un verme dell'odio, per poi riassumere le sue sembianze precedenti.
- Sonya, voce originale di Pamela Adlon, voce italiana di Alessandra Cassioli.
 È la lovebug assegnata a Jessi per esortarla a intraprendere una relazione con Ali.
- Rochelle, voce originale di Keke Palmer, italiana di Eleonora Reti.
 È il verme dell'odio di Missy. Alla fine della situazione si trasforma in un lovebug, dato che Missy ha smesso di odiare Jessi.
- Signor Keaton, voce italiana di Roberto Gammino
 Supplente dei ragazzi, che subito viene visto di buon grado da Andrew (tanto che arriva a esserne ossessionato).
- Bisteccone, voce italiana di Enrico Di Troia
- Genitali di Jessi, voce italiana di Alessandra Berardi (stagioni 3-4) e di Maura Cenciarelli (stagione 5).
- Bonnie, voce italiana di Rossella Acerbo.
 È la sorella gemella di Connie ed è il mostro degli ormoni di Leah Birch. Non ha molta simpatia di Maurice.
- Mamma di Jay, non si conosce il vero nome. È la moglie dell'avvocato Bilzerian, marito infedele, e a causa dell'infelicità  del matrimonio è caduta in depressione ed ha una dipendenza dall'alcool. È una donna sui quarant'anni di grazioso aspetto fisico ed ha una relazione sessuale con Coach Steve.
- Guy Bilzerian, uomo meschino, infimo, machiavellico e infinitamente ricco. È il padre di Jay, Kurt, Val e di altri figli illegittimi. Avvocato spregiudicato che sta dalla parte dei criminali, ha difeso Andrew dall'accusa di essere l'assassino delle code di cavallo, e Jay colto in flagrante a spacciare psicofarmaci. Non ha mai perso una causa.
- Assassino delle code di cavallo , misterioso serial killer della città che uccide donne con la coda di cavallo. La polizia locale ha arrestato Andrew scambiandolo per il serial killer in seguito al ritrovamento di un sacco pieno di calzini impregnati di sperma vicino ad un cadavere che il vero assassino aveva nascosto in un cassonetto dietro la sinagoga.